# 16e étape du Tour d'Italie 2023
Pour un article plus général, voir Tour d'Italie 2023.
La 16e étape du Tour d'Italie 2023 se déroule le mardi 23 mai 2023 de Sabbio Chiese au Monte Bondone (Lombardie), sur une distance de 203 km.

## Parcours
Le départ a lieu à Sabbio Chiese, commune lombarde située à l'ouest du lac de Garde que le tracé rejoint après une dizaine de kilomètres pour en longer la rive occidentale puis la côte nord en passant par Riva del Garda (km 54). Cette grande étape de montagne franchit ensuite cinq cols dont le premier, le Passo di Santa Barbara, et le dernier (Monte Bondone où est jugée l'arrivée) sont classés en 1re catégorie. La montée finale entamée à Aldeno se termine au sommet du Monte Bondone après une ascension de 21,4 km d'une pente moyenne de 6,7 % avec un passage à 15 % à environ 5 km de l'arrivée.

## Déroulement de la course
Constituée par la jonction de plusieurs groupes, l'échappée du jour se forme lors de la première partie de l'étape relativement plate. Cette échappée compte 17 puis 26 coureurs. Ben Healy (EF Education) passe en tête de ce groupe au sommet du Passo di Santa Barbara avec un écart 2'45" à sur le peloton mais il est devancé par Davide Gabburo (Green Project Bardiani) au sommet du Passo Bordala quelques kilomètres plus loin. À 93 km de l'arrivée, les équipiers du team Astana Vadim Pronskiy et Christian Scaroni attaquent dans le groupe des échappés et s'isolent en tête. Ils comptent jusqu'à 2'40" sur leurs anciens compagnons d'échappée mais l'écart diminue suite, entre autres, à une crevaison de Pronskiy. Le duo Astana est repris dans la montée du col de Serrada, à 2 km du sommet, par les poursuivants dont le nombre s'est réduit à une dizaine d'hommes. Au sommet de Serrada (50 kilomètres de l'arrivée), le peloton pointe alors à 4'38". Le groupe de tête fort de douze unités se compose alors de Vadim Pronskiy, Ben Healy, Aurélien et Valentin Paret-Peintre (AG2R Citroën), Carlos Verona (Movistar), Jack Haig (Bahrain Victorious), Patrick Konrad (Bora Hansgrohe), Jonathan Lastra (Cofidis), Ben Swift (Ineos Grenadiers), Derek Gee (Israel Premier Tech), Filippo Zana (Jayco AlUla) et Diego Ulissi (UAE Emirates).
Au pied du Monte Bondone, la dernière ascension de la journée longue de 21,6 km, le groupe de tête compte encore un avantage sur le peloton de 4 minutes. Après 3 kilomètres d'ascension, l'échappée perd quelques hommes alors que le peloton aussi très réduit a déjà repris une minute. Le peloton des favoris où le maillot rose Bruno Armirail lâche prise à 10 km du sommet reprend les échappés à 8,5 kilomètres de l'arrivée. Ce peloton est devenu un groupe de six hommes : Geraint Thomas (Ineos Grenadiers), Primož Roglič et Sepp Kuss (Jumbo Visma), João Almeida (UAE Emirates), Eddie Dunbar et Filippo Zana (Jayco AlUla). Zana est décroché à 7 km du but. Almeida place une attaque à 6 km du sommet et s'isole en tête mais sans creuser un écart important. À 4,5 km du terme, Thomas contre-attaque et revient sur Almeida. Le duo de tête prend progressivement de l'avance sur Roglič attendu par Kuss. João Almeida accélère aux 150 mètres pour s'imposer devant Geraint Thomas qui se réapproprie le maillot rose. Primož Roglič et Eddie Dunbar arrivent 25 secondes plus tard.

## Résultats

### Classement de l'étape
| \| Classement de l'étape \| Classement de l'étape \| Classement de l'étape \| Classement de l'étape \| Classement de l'étape \| \| Coureur \| Coureur \| Pays \| Équipe \| Temps \| \| --------------------- \| --------------------- \| --------------------- \| --------------------- \| --------------------- \| \| 1er \| João Almeida \| Portugal \| UAE Team Emirates \| 5 h 53 min 27 s \| \| 2e \| Geraint Thomas \| Royaume-Uni \| Ineos Grenadiers \| + 0 s \| \| 3e \| Primož Roglič \| Slovénie \| Jumbo-Visma \| + 25 s \| \| 4e \| Eddie Dunbar \| Irlande \| Team Jayco AlUla \| + 25 s \| \| 5e \| Sepp Kuss \| États-Unis \| Jumbo-Visma \| + 1 min 03 s \| \| 6e \| Ilan Van Wilder \| Belgique \| Soudal Quick-Step \| + 1 min 16 s \| \| 7e \| Damiano Caruso \| Italie \| Bahrain Victorious \| + 1 min 16 s \| \| 8e \| Einer Rubio \| Colombie \| Movistar Team \| + 1 min 16 s \| \| 9e \| Laurens De Plus \| Belgique \| Ineos Grenadiers \| + 1 min 16 s \| \| 10e \| Thymen Arensman \| Pays-Bas \| Ineos Grenadiers \| + 1 min 16 s \| |                 |             |                    |                 |
| |                 |             |                    |                 |
| Source : ProCyclingStats |                 |             |                    |                 |
| Classement de l'étape |                 |             |                    |                 |
| Coureur | Coureur         | Pays        | Équipe             | Temps           |
| 1er | João Almeida    | Portugal    | UAE Team Emirates  | 5 h 53 min 27 s |
| 2e | Geraint Thomas  | Royaume-Uni | Ineos Grenadiers   | + 0 s           |
| 3e | Primož Roglič   | Slovénie    | Jumbo-Visma        | + 25 s          |
| 4e | Eddie Dunbar    | Irlande     | Team Jayco AlUla   | + 25 s          |
| 5e | Sepp Kuss       | États-Unis  | Jumbo-Visma        | + 1 min 03 s    |
| 6e | Ilan Van Wilder | Belgique    | Soudal Quick-Step  | + 1 min 16 s    |
| 7e | Damiano Caruso  | Italie      | Bahrain Victorious | + 1 min 16 s    |
| 8e | Einer Rubio     | Colombie    | Movistar Team      | + 1 min 16 s    |
| 9e | Laurens De Plus | Belgique    | Ineos Grenadiers   | + 1 min 16 s    |
| 10e | Thymen Arensman | Pays-Bas    | Ineos Grenadiers   | + 1 min 16 s    |

### Points attribués pour le classement par points
| Sprint intermédiaire Rovereto (km 103,5) | Sprint intermédiaire Rovereto (km 103,5) | Sprint intermédiaire Rovereto (km 103,5) | Sprint intermédiaire Rovereto (km 103,5) | Sprint intermédiaire Rovereto (km 103,5) |
| ---------------------------------------- | ---------------------------------------- | ---------------------------------------- | ---------------------------------------- | ---------------------------------------- |
|                                          | Coureur                                  | Pays                                     | Équipe                                   | Point(s)                                 |
| 1er                                      | Jonathan Milan                           | Italie                                   | Bahrain Victorious                       | 12                                       |
| 2e                                       | Toms Skujiņš                             | Lettonie                                 | Trek-Segafredo                           | 8                                        |
| 3e                                       | Derek Gee                                | Canada                                   | Israel-Premier Tech                      | 6                                        |
| 4e                                       | Mattia Bais                              | Italie                                   | Eolo-Kometa                              | 5                                        |
| 5e                                       | Filippo Magli                            | Italie                                   | Green Project-Bardiani CSF-Faizanè       | 4                                        |
| 6e                                       | Valentin Paret-Peintre                   | France                                   | AG2R Citroën                             | 3                                        |
| 7e                                       | Michael Hepburn                          | Australie                                | Jayco AlUla                              | 2                                        |
| 8e                                       | Salvatore Puccio                         | Italie                                   | Ineos Grenadiers                         | 1                                        |
| modifier                                 |                                          |                                          |                                          |                                          |

| Arrivée d'étape Monte Bondone (km 203) | Arrivée d'étape Monte Bondone (km 203) | Arrivée d'étape Monte Bondone (km 203) | Arrivée d'étape Monte Bondone (km 203) | Arrivée d'étape Monte Bondone (km 203) |
| -------------------------------------- | -------------------------------------- | -------------------------------------- | -------------------------------------- | -------------------------------------- |
|                                        | Coureur                                | Pays                                   | Équipe                                 | Point(s)                               |
| 1er                                    | João Almeida                           | Portugal                               | UAE Emirates                           | 15                                     |
| 2e                                     | Geraint Thomas                         | Grande-Bretagne                        | Ineos Grenadiers                       | 12                                     |
| 3e                                     | Primož Roglič                          | Slovénie                               | Jumbo-Visma                            | 9                                      |
| 4e                                     | Eddie Dunbar                           | Irlande                                | Jayco AlUla                            | 7                                      |
| 5e                                     | Sepp Kuss                              | États-Unis                             | Jumbo-Visma                            | 6                                      |
| 6e                                     | Ilan Van Wilder                        | Belgique                               | Soudal Quick-Step                      | 5                                      |
| 7e                                     | Damiano Caruso                         | Italie                                 | Bahrain Victorious                     | 4                                      |
| 8e                                     | Einer Rubio                            | Colombie                               | Movistar                               | 3                                      |
| 9e                                     | Laurens De Plus                        | Belgique                               | Ineos Grenadiers                       | 2                                      |
| 10e                                    | Thymen Arensman                        | Pays-Bas                               | Ineos Grenadiers                       | 1                                      |
| modifier                               |                                        |                                        |                                        |                                        |

### Points attribués pour le classement du meilleur grimpeur
| Passo di Santa Barbara (km 78,8) 1re catégorie (12,8 km à 8,3%) | Passo di Santa Barbara (km 78,8) 1re catégorie (12,8 km à 8,3%) | Passo di Santa Barbara (km 78,8) 1re catégorie (12,8 km à 8,3%) | Passo di Santa Barbara (km 78,8) 1re catégorie (12,8 km à 8,3%) | Passo di Santa Barbara (km 78,8) 1re catégorie (12,8 km à 8,3%) |
| --------------------------------------------------------------- | --------------------------------------------------------------- | --------------------------------------------------------------- | --------------------------------------------------------------- | --------------------------------------------------------------- |
|                                                                 | Coureur                                                         | Pays                                                            | Équipe                                                          | Point(s)                                                        |
| 1er                                                             | Ben Healy                                                       | Irlande                                                         | EF Education-EasyPost                                           | 40                                                              |
| 2e                                                              | Davide Gabburo                                                  | Italie                                                          | Green Project-Bardiani CSF-Faizanè                              | 18                                                              |
| 3e                                                              | Martin Marcellusi                                               | Italie                                                          | Green Project-Bardiani CSF-Faizanè                              | 12                                                              |
| 4e                                                              | Nicolas Dalla Valle                                             | Italie                                                          | Corratec                                                        | 9                                                               |
| 5e                                                              | Toms Skujiņš                                                    | Lettonie                                                        | Trek-Segafredo                                                  | 6                                                               |
| 6e                                                              | Cesare Benedetti                                                | Pologne                                                         | Bora-Hansgrohe                                                  | 4                                                               |
| 7e                                                              | Patrick Konrad                                                  | Autriche                                                        | Bora-Hansgrohe                                                  | 2                                                               |
| 8e                                                              | Salvatore Puccio                                                | Italie                                                          | Ineos Grenadiers                                                | 1                                                               |
| modifier                                                        |                                                                 |                                                                 |                                                                 |                                                                 |

| Passo Bordala (km 84,2) 3e catégorie (4,6 km à 7%) | Passo Bordala (km 84,2) 3e catégorie (4,6 km à 7%) | Passo Bordala (km 84,2) 3e catégorie (4,6 km à 7%) | Passo Bordala (km 84,2) 3e catégorie (4,6 km à 7%) | Passo Bordala (km 84,2) 3e catégorie (4,6 km à 7%) |
| -------------------------------------------------- | -------------------------------------------------- | -------------------------------------------------- | -------------------------------------------------- | -------------------------------------------------- |
|                                                    | Coureur                                            | Pays                                               | Équipe                                             | Point(s)                                           |
| 1er                                                | Davide Gabburo                                     | Italie                                             | Green Project-Bardiani CSF-Faizanè                 | 9                                                  |
| 2e                                                 | Ben Healy                                          | Irlande                                            | EF Education-EasyPost                              | 4                                                  |
| 3e                                                 | Martin Marcellusi                                  | Italie                                             | Green Project-Bardiani CSF-Faizanè                 | 2                                                  |
| 4e                                                 | Filippo Zana                                       | Italie                                             | Jayco AlUla                                        | 1                                                  |
| modifier                                           |                                                    |                                                    |                                                    |                                                    |

| Matassone (km 116,4) 2e catégorie (11,4 km à 5,6%) | Matassone (km 116,4) 2e catégorie (11,4 km à 5,6%) | Matassone (km 116,4) 2e catégorie (11,4 km à 5,6%) | Matassone (km 116,4) 2e catégorie (11,4 km à 5,6%) | Matassone (km 116,4) 2e catégorie (11,4 km à 5,6%) |
| -------------------------------------------------- | -------------------------------------------------- | -------------------------------------------------- | -------------------------------------------------- | -------------------------------------------------- |
|                                                    | Coureur                                            | Pays                                               | Équipe                                             | Point(s)                                           |
| 1er                                                | Vadim Pronskiy                                     | Kazakhstan                                         | Astana Qazaqstan                                   | 18                                                 |
| 2e                                                 | Christian Scaroni                                  | Italie                                             | Astana Qazaqstan                                   | 8                                                  |
| 3e                                                 | Davide Gabburo                                     | Italie                                             | Green Project-Bardiani CSF-Faizanè                 | 6                                                  |
| 4e                                                 | Ben Healy                                          | Irlande                                            | EF Education-EasyPost                              | 4                                                  |
| 5e                                                 | Martin Marcellusi                                  | Italie                                             | Green Project-Bardiani CSF-Faizanè                 | 2                                                  |
| 6e                                                 | Valentin Paret-Peintre                             | France                                             | AG2R Citroën                                       | 1                                                  |
| modifier                                           |                                                    |                                                    |                                                    |                                                    |

| Serrada (km 153,5) 2e catégorie (17,5 km à 5,5%) | Serrada (km 153,5) 2e catégorie (17,5 km à 5,5%) | Serrada (km 153,5) 2e catégorie (17,5 km à 5,5%) | Serrada (km 153,5) 2e catégorie (17,5 km à 5,5%) | Serrada (km 153,5) 2e catégorie (17,5 km à 5,5%) |
| ------------------------------------------------ | ------------------------------------------------ | ------------------------------------------------ | ------------------------------------------------ | ------------------------------------------------ |
|                                                  | Coureur                                          | Pays                                             | Équipe                                           | Point(s)                                         |
| 1er                                              | Carlos Verona                                    | Espagne                                          | Movistar                                         | 18                                               |
| 2e                                               | Ben Healy                                        | Irlande                                          | EF Education-EasyPost                            | 8                                                |
| 3e                                               | Valentin Paret-Peintre                           | France                                           | AG2R Citroën                                     | 6                                                |
| 4e                                               | Aurélien Paret-Peintre                           | France                                           | AG2R Citroën                                     | 4                                                |
| 5e                                               | Patrick Konrad                                   | Autriche                                         | Bora-Hansgrohe                                   | 2                                                |
| 6e                                               | Jack Haig                                        | Australie                                        | Bahrain Victorious                               | 1                                                |
| modifier                                         |                                                  |                                                  |                                                  |                                                  |

| \| Monte Bondone (km 203) 1re catégorie (22,7 km à 6,4%) \| Monte Bondone (km 203) 1re catégorie (22,7 km à 6,4%) \| Monte Bondone (km 203) 1re catégorie (22,7 km à 6,4%) \| Monte Bondone (km 203) 1re catégorie (22,7 km à 6,4%) \| Monte Bondone (km 203) 1re catégorie (22,7 km à 6,4%) \| \| ----------------------------------------------------- \| ----------------------------------------------------- \| ----------------------------------------------------- \| ----------------------------------------------------- \| ----------------------------------------------------- \| \| \| Coureur \| Pays \| Équipe \| Point(s) \| \| 1er \| João Almeida \| Portugal \| UAE Emirates \| 50 \| \| 2e \| Geraint Thomas \| Grande-Bretagne \| Ineos Grenadiers \| 24 \| \| 3e \| Primož Roglič \| Slovénie \| Jumbo-Visma \| 16 \| \| 4e \| Eddie Dunbar \| Irlande \| Jayco AlUla \| 9 \| \| 5e \| Sepp Kuss \| États-Unis \| Jumbo-Visma \| 6 \| \| 6e \| Ilan Van Wilder \| Belgique \| Soudal Quick-Step \| 4 \| \| 7e \| Damiano Caruso \| Italie \| Bahrain Victorious \| 2 \| \| 8e \| Einer Rubio \| Colombie \| Movistar \| 1 \| \| modifier \| \| \| \| \| |                 |                 |                    |          |
| Monte Bondone (km 203) 1re catégorie (22,7 km à 6,4%) |                 |                 |                    |          |
| | Coureur         | Pays            | Équipe             | Point(s) |
| 1er | João Almeida    | Portugal        | UAE Emirates       | 50       |
| 2e | Geraint Thomas  | Grande-Bretagne | Ineos Grenadiers   | 24       |
| 3e | Primož Roglič   | Slovénie        | Jumbo-Visma        | 16       |
| 4e | Eddie Dunbar    | Irlande         | Jayco AlUla        | 9        |
| 5e | Sepp Kuss       | États-Unis      | Jumbo-Visma        | 6        |
| 6e | Ilan Van Wilder | Belgique        | Soudal Quick-Step  | 4        |
| 7e | Damiano Caruso  | Italie          | Bahrain Victorious | 2        |
| 8e | Einer Rubio     | Colombie        | Movistar           | 1        |
| modifier |                 |                 |                    |          |

### Points attribués pour le classement des sprints intermédiaires
| Sprint intermédiaire Rovereto (km 103,5) | Sprint intermédiaire Rovereto (km 103,5) | Sprint intermédiaire Rovereto (km 103,5) | Sprint intermédiaire Rovereto (km 103,5) | Sprint intermédiaire Rovereto (km 103,5) |
| ---------------------------------------- | ---------------------------------------- | ---------------------------------------- | ---------------------------------------- | ---------------------------------------- |
|                                          | Coureur                                  | Pays                                     | Équipe                                   | Point(s)                                 |
| 1er                                      | Jonathan Milan                           | Italie                                   | Bahrain Victorious                       | 10                                       |
| 2e                                       | Toms Skujiņš                             | Lettonie                                 | Trek-Segafredo                           | 6                                        |
| 3e                                       | Derek Gee                                | Canada                                   | Israel-Premier Tech                      | 3                                        |
| 4e                                       | Mattia Bais                              | Italie                                   | Eolo-Kometa                              | 2                                        |
| 5e                                       | Filippo Magli                            | Italie                                   | Green Project-Bardiani CSF-Faizanè       | 1                                        |
| modifier                                 |                                          |                                          |                                          |                                          |

| Sprint intermédiaire Aldeno (km 181,1) | Sprint intermédiaire Aldeno (km 181,1) | Sprint intermédiaire Aldeno (km 181,1) | Sprint intermédiaire Aldeno (km 181,1) | Sprint intermédiaire Aldeno (km 181,1) |
| -------------------------------------- | -------------------------------------- | -------------------------------------- | -------------------------------------- | -------------------------------------- |
|                                        | Coureur                                | Pays                                   | Équipe                                 | Point(s)                               |
| 1er                                    | Jack Haig                              | Australie                              | Bahrain Victorious                     | 10                                     |
| 2e                                     | Valentin Paret-Peintre                 | France                                 | AG2R Citroën                           | 6                                      |
| 3e                                     | Diego Ulissi                           | Italie                                 | UAE Emirates                           | 3                                      |
| 4e                                     | Patrick Konrad                         | Autriche                               | Bora-Hansgrohe                         | 2                                      |
| 5e                                     | Ben Swift                              | Grande-Bretagne                        | Ineos Grenadiers                       | 1                                      |
| modifier                               |                                        |                                        |                                        |                                        |

### Bonifications
|   | Coureur                | Pays      | Équipe             | Secondes |
| - | ---------------------- | --------- | ------------------ | -------- |
| 1 | Jack Haig              | Australie | Bahrain Victorious | 3 s      |
| 2 | Valentin Paret-Peintre | France    | AG2R Citroën       | 2 s      |
| 3 | Diego Ulissi           | Italie    | UAE Emirates       | 1 s      |

|   | Coureur        | Pays            | Équipe           | Secondes |
| - | -------------- | --------------- | ---------------- | -------- |
| 1 | João Almeida   | Portugal        | UAE Emirates     | 10 s     |
| 2 | Geraint Thomas | Grande-Bretagne | Ineos Grenadiers | 6 s      |
| 3 | Primož Roglič  | Slovénie        | Jumbo-Visma      | 4 s      |

## Classements à l'issue de l'étape

### Classement général
| \| Classement général \| Classement général \| Classement général \| Classement général \| Classement général \| \| Coureur \| Coureur \| Pays \| Équipe \| Temps \| \| ------------------ \| ------------------ \| ------------------ \| ------------------ \| ------------------ \| \| 1er \| Geraint Thomas \| Royaume-Uni \| Ineos Grenadiers \| 67 h 32 min 35 s \| \| 2e \| João Almeida \| Portugal \| UAE Team Emirates \| + 18 s \| \| 3e \| Primož Roglič \| Slovénie \| Jumbo-Visma \| + 29 s \| \| 4e \| Damiano Caruso \| Italie \| Bahrain Victorious \| + 2 min 50 s \| \| 5e \| Eddie Dunbar \| Irlande \| Team Jayco AlUla \| + 3 min 03 s \| \| 6e \| Lennard Kämna \| Allemagne \| Bora-Hansgrohe \| + 3 min 20 s \| \| 7e \| Bruno Armirail \| France \| Groupama-FDJ \| + 3 min 22 s \| \| 8e \| Andreas Leknessund \| Norvège \| Team DSM \| + 3 min 30 s \| \| 9e \| Thymen Arensman \| Pays-Bas \| Ineos Grenadiers \| + 4 min 09 s \| \| 10e \| Laurens De Plus \| Belgique \| Ineos Grenadiers \| + 4 min 32 s \| |                    |             |                    |                  |
| |                    |             |                    |                  |
| Source : ProCyclingStats |                    |             |                    |                  |
| Classement général |                    |             |                    |                  |
| Coureur | Coureur            | Pays        | Équipe             | Temps            |
| 1er | Geraint Thomas     | Royaume-Uni | Ineos Grenadiers   | 67 h 32 min 35 s |
| 2e | João Almeida       | Portugal    | UAE Team Emirates  | + 18 s           |
| 3e | Primož Roglič      | Slovénie    | Jumbo-Visma        | + 29 s           |
| 4e | Damiano Caruso     | Italie      | Bahrain Victorious | + 2 min 50 s     |
| 5e | Eddie Dunbar       | Irlande     | Team Jayco AlUla   | + 3 min 03 s     |
| 6e | Lennard Kämna      | Allemagne   | Bora-Hansgrohe     | + 3 min 20 s     |
| 7e | Bruno Armirail     | France      | Groupama-FDJ       | + 3 min 22 s     |
| 8e | Andreas Leknessund | Norvège     | Team DSM           | + 3 min 30 s     |
| 9e | Thymen Arensman    | Pays-Bas    | Ineos Grenadiers   | + 4 min 09 s     |
| 10e | Laurens De Plus    | Belgique    | Ineos Grenadiers   | + 4 min 32 s     |

| Classement par points | Classement par points | Classement par points | Classement par points | Classement par points |
| Coureur               | Coureur               | Pays                  | Équipe                | Points                |
| --------------------- | --------------------- | --------------------- | --------------------- | --------------------- |
| 1er                   | Jonathan Milan        | Italie                | Bahrain Victorious    | 176 pts               |
| 2e                    | Derek Gee             | Canada                | Israel-Premier Tech   | 118 pts               |
| 3e                    | Pascal Ackermann      | Allemagne             | UAE Team Emirates     | 88 pts                |
| 4e                    | Toms Skujiņš          | Lettonie              | Trek-Segafredo        | 79 pts                |
| 5e                    | Nico Denz             | Allemagne             | Bora-Hansgrohe        | 75 pts                |
| 6e                    | Michael Matthews      | Australie             | Team Jayco AlUla      | 68 pts                |
| 7e                    | Magnus Cort Nielsen   | Danemark              | EF Education-EasyPost | 56 pts                |
| 8e                    | Marius Mayrhofer      | Allemagne             | Team DSM              | 53 pts                |
| 9e                    | Mark Cavendish        | Royaume-Uni           | Astana Qazaqstan Team | 51 pts                |
| 10e                   | Vincenzo Albanese     | Italie                | Eolo-Kometa           | 46 pts                |

| Classement par points | Classement par points | Classement par points | Classement par points | Classement par points |
| Coureur               | Coureur               | Pays                  | Équipe                | Points                |
| --------------------- | --------------------- | --------------------- | --------------------- | --------------------- |
| 1er                   | Jonathan Milan        | Italie                | Bahrain Victorious    | 176 pts               |
| 2e                    | Derek Gee             | Canada                | Israel-Premier Tech   | 118 pts               |
| 3e                    | Pascal Ackermann      | Allemagne             | UAE Team Emirates     | 88 pts                |
| 4e                    | Toms Skujiņš          | Lettonie              | Trek-Segafredo        | 79 pts                |
| 5e                    | Nico Denz             | Allemagne             | Bora-Hansgrohe        | 75 pts                |
| 6e                    | Michael Matthews      | Australie             | Team Jayco AlUla      | 68 pts                |
| 7e                    | Magnus Cort Nielsen   | Danemark              | EF Education-EasyPost | 56 pts                |
| 8e                    | Marius Mayrhofer      | Allemagne             | Team DSM              | 53 pts                |
| 9e                    | Mark Cavendish        | Royaume-Uni           | Astana Qazaqstan Team | 51 pts                |
| 10e                   | Vincenzo Albanese     | Italie                | Eolo-Kometa           | 46 pts                |

| Classement de la montagne | Classement de la montagne | Classement de la montagne | Classement de la montagne          | Classement de la montagne |
| Coureur                   | Coureur                   | Pays                      | Équipe                             | Points                    |
| ------------------------- | ------------------------- | ------------------------- | ---------------------------------- | ------------------------- |
| 1er                       | Ben Healy                 | Irlande                   | EF Education-EasyPost              | 164 pts                   |
| 2e                        | Davide Bais               | Italie                    | Eolo-Kometa                        | 144 pts                   |
| 3e                        | Einer Rubio               | Colombie                  | Movistar Team                      | 117 pts                   |
| 4e                        | Thibaut Pinot             | France                    | Groupama-FDJ                       | 114 pts                   |
| 5e                        | João Almeida              | Portugal                  | UAE Team Emirates                  | 55 pts                    |
| 6e                        | Toms Skujiņš              | Lettonie                  | Trek-Segafredo                     | 48 pts                    |
| 7e                        | Karel Vacek               | Tchéquie                  | Team Corratec-Selle Italia         | 36 pts                    |
| 8e                        | Davide Gabburo            | Italie                    | Green Project-Bardiani CSF-Faizanè | 33 pts                    |
| 9e                        | Derek Gee                 | Canada                    | Israel-Premier Tech                | 31 pts                    |
| 10e                       | Aurélien Paret-Peintre    | France                    | AG2R Citroën Team                  | 26 pts                    |

| Classement de la montagne | Classement de la montagne | Classement de la montagne | Classement de la montagne          | Classement de la montagne |
| Coureur                   | Coureur                   | Pays                      | Équipe                             | Points                    |
| ------------------------- | ------------------------- | ------------------------- | ---------------------------------- | ------------------------- |
| 1er                       | Ben Healy                 | Irlande                   | EF Education-EasyPost              | 164 pts                   |
| 2e                        | Davide Bais               | Italie                    | Eolo-Kometa                        | 144 pts                   |
| 3e                        | Einer Rubio               | Colombie                  | Movistar Team                      | 117 pts                   |
| 4e                        | Thibaut Pinot             | France                    | Groupama-FDJ                       | 114 pts                   |
| 5e                        | João Almeida              | Portugal                  | UAE Team Emirates                  | 55 pts                    |
| 6e                        | Toms Skujiņš              | Lettonie                  | Trek-Segafredo                     | 48 pts                    |
| 7e                        | Karel Vacek               | Tchéquie                  | Team Corratec-Selle Italia         | 36 pts                    |
| 8e                        | Davide Gabburo            | Italie                    | Green Project-Bardiani CSF-Faizanè | 33 pts                    |
| 9e                        | Derek Gee                 | Canada                    | Israel-Premier Tech                | 31 pts                    |
| 10e                       | Aurélien Paret-Peintre    | France                    | AG2R Citroën Team                  | 26 pts                    |

| Classement du meilleur jeune | Classement du meilleur jeune | Classement du meilleur jeune | Classement du meilleur jeune | Classement du meilleur jeune |
| Coureur                      | Coureur                      | Pays                         | Équipe                       | Temps                        |
| ---------------------------- | ---------------------------- | ---------------------------- | ---------------------------- | ---------------------------- |
| 1er                          | João Almeida                 | Portugal                     | UAE Team Emirates            | 67 h 32 min 53 s             |
| 2e                           | Andreas Leknessund           | Norvège                      | Team DSM                     | + 3 min 12 s                 |
| 3e                           | Thymen Arensman              | Pays-Bas                     | Ineos Grenadiers             | + 3 min 51 s                 |
| 4e                           | Einer Rubio                  | Colombie                     | Movistar Team                | + 5 min 25 s                 |
| 5e                           | Santiago Buitrago            | Colombie                     | Bahrain Victorious           | + 7 min 03 s                 |
| 6e                           | Ilan Van Wilder              | Belgique                     | Soudal Quick-Step            | + 7 min 28 s                 |
| 7e                           | Laurens Huys                 | Belgique                     | Intermarché-Circus-Wanty     | + 28 min 18 s                |
| 8e                           | Filippo Zana                 | Italie                       | Team Jayco AlUla             | + 31 min 11 s                |
| 9e                           | Valentin Paret-Peintre       | France                       | AG2R Citroën Team            | + 42 min 58 s                |
| 10e                          | Alexander Cepeda             | Équateur                     | EF Education-EasyPost        | + 50 min 18 s                |

| Classement du meilleur jeune | Classement du meilleur jeune | Classement du meilleur jeune | Classement du meilleur jeune | Classement du meilleur jeune |
| Coureur                      | Coureur                      | Pays                         | Équipe                       | Temps                        |
| ---------------------------- | ---------------------------- | ---------------------------- | ---------------------------- | ---------------------------- |
| 1er                          | João Almeida                 | Portugal                     | UAE Team Emirates            | 67 h 32 min 53 s             |
| 2e                           | Andreas Leknessund           | Norvège                      | Team DSM                     | + 3 min 12 s                 |
| 3e                           | Thymen Arensman              | Pays-Bas                     | Ineos Grenadiers             | + 3 min 51 s                 |
| 4e                           | Einer Rubio                  | Colombie                     | Movistar Team                | + 5 min 25 s                 |
| 5e                           | Santiago Buitrago            | Colombie                     | Bahrain Victorious           | + 7 min 03 s                 |
| 6e                           | Ilan Van Wilder              | Belgique                     | Soudal Quick-Step            | + 7 min 28 s                 |
| 7e                           | Laurens Huys                 | Belgique                     | Intermarché-Circus-Wanty     | + 28 min 18 s                |
| 8e                           | Filippo Zana                 | Italie                       | Team Jayco AlUla             | + 31 min 11 s                |
| 9e                           | Valentin Paret-Peintre       | France                       | AG2R Citroën Team            | + 42 min 58 s                |
| 10e                          | Alexander Cepeda             | Équateur                     | EF Education-EasyPost        | + 50 min 18 s                |

| Classement par équipes | Classement par équipes | Classement par équipes | Classement par équipes |
| Équipe                 | Équipe                 | Pays                   | Temps                  |
| ---------------------- | ---------------------- | ---------------------- | ---------------------- |
| 1re                    | Bahrain Victorious     | Bahreïn                | 202 h 09 min 02 s      |
| 2e                     | Ineos Grenadiers       | Royaume-Uni            | + 32 min 31 s          |
| 3e                     | Jumbo-Visma            | Pays-Bas               | + 40 min 26 s          |
| 4e                     | UAE Team Emirates      | Émirats arabes unis    | + 49 min 03 s          |
| 5e                     | Bora-Hansgrohe         | Allemagne              | + 54 min 33 s          |
| 6e                     | EF Education-EasyPost  | États-Unis             | + 55 min 30 s          |
| 7e                     | AG2R Citroën Team      | France                 | + 1 h 06 min 39 s      |
| 8e                     | Astana Qazaqstan Team  | Kazakhstan             | + 1 h 11 min 58 s      |
| 9e                     | Team Jayco AlUla       | Australie              | + 1 h 28 min 22 s      |
| 10e                    | Israel-Premier Tech    | Israël                 | + 1 h 39 min 44 s      |

| Classement par équipes | Classement par équipes | Classement par équipes | Classement par équipes |
| Équipe                 | Équipe                 | Pays                   | Temps                  |
| ---------------------- | ---------------------- | ---------------------- | ---------------------- |
| 1re                    | Bahrain Victorious     | Bahreïn                | 202 h 09 min 02 s      |
| 2e                     | Ineos Grenadiers       | Royaume-Uni            | + 32 min 31 s          |
| 3e                     | Jumbo-Visma            | Pays-Bas               | + 40 min 26 s          |
| 4e                     | UAE Team Emirates      | Émirats arabes unis    | + 49 min 03 s          |
| 5e                     | Bora-Hansgrohe         | Allemagne              | + 54 min 33 s          |
| 6e                     | EF Education-EasyPost  | États-Unis             | + 55 min 30 s          |
| 7e                     | AG2R Citroën Team      | France                 | + 1 h 06 min 39 s      |
| 8e                     | Astana Qazaqstan Team  | Kazakhstan             | + 1 h 11 min 58 s      |
| 9e                     | Team Jayco AlUla       | Australie              | + 1 h 28 min 22 s      |
| 10e                    | Israel-Premier Tech    | Israël                 | + 1 h 39 min 44 s      |

## Abandons
- Amanuel Ghebreigzabhier (Trek-Segafredo) : non partant
- Simon Clarke (Israel-Premier Tech) : non partant
- Davide Ballerini (Soudal Quick-Step) : non partant
- Pavel Sivakov (Ineos Grenadiers) : abandon